# 뛰어 차기
뛰어 차기는 특정 무술 및 무술 기반 체조의 발차기 유형으로, 특히 발차기가 공중에서 진행되는게 특징이며, 사용자가 달리기 시작 후 대상으로 이동하면서 추진력을 얻는 방식으로 사용된다.

뛰어 차기와 같은 발차기 기술은 가라테, 겐포, 쿵후 및 태권도와 같은 특정 아시아 무술에서 사용된다.

## 같이 보기
- 드롭킥